# 김훈민
김훈민(한국 한자: 金訓民, 2001년 3월 1일 ~ )은 대한민국의 축구 선수로, 포지션은 라이트백이다. 현재 K리그2 성남 FC 소속이다.